# Charles Wesley Weldon
Pour les articles homonymes, voir Weldon.
Charles Wesley Weldon  (1830 - 1896) est un avocat et un homme politique canadien du Nouveau-Brunswick.

## Biographie
Charles Wesley Weldon naît le 27 février 1830 à Richibouctou, au Nouveau-Brunswick. Libéral, il est élu député fédéral de la circonscription de Cité et comté de Saint-Jean le 17 septembre 1878 et sera réélu en 1882 et en 1887. Il perd toutefois son siège en 1891 et meurt le 12 janvier 1896.